# Мейнхард VI (граф Горицы)
Мейнхард VI (нем. Meinhard VI. von Görz) (ум. 1385) — граф Горицы и Кирхберга, пфальцграф Каринтии, фогт Аквилеи.

## Биография
Младший сын Альберта II фон Гёрца (ум. 1325/1327) и его второй жены Евфимии фон Метш. Если судить по датам первой и второй женитьбы и по факту наличия детей во втором браке, родился между 1324 и 1328 годами.
От отца наследовал его владения в Пустертале вместе с братьями — Альбертом III и Генрихом V. Они же в 1338 году после смерти своего двоюродного брата Иоганна Генриха IV получили Горицу и ряд других земель.
После смерти Генриха V Мейнхард VI унаследовал его долю в графстве, и с 1365 года правил Горицей один. В том же году получил от императора Карла IV титул имперского князя. Однако другой брат, Альберт III, завещал свои владения в Истрии и Словенской марке герцогу Австрии Рудольфу IV, и от него Мейнхарду достался только титул пфальцграфа Каринтии.
В 1358—1359 годах, когда был вакантен пост патриарха Аквилеи, — генерал-капитан Фриуля. Фогт Аквилеи (1365).
С 1379 года — владелец графства Кирхберг (в Швабии), которое получил от тестя, а тот — унаследовал от матери, Адельгейды фон Кирхберг.

## Браки и дети
Первая жена (свадьба не позднее ноября 1347) — Катарина, графиня фон Фанберг, наследница Грайфенберга и Сумерга (ум. 1374/75), дочь Ульриха V фон Фанберга. От неё дети:
- Анна (ум. 1402), жена Яна Франкопана, бана Хорватии. Получила в приданое сеньорию Шварценек.
- Катарина (ум. 1391), жена Иоганна II, герцога Баварии (Мюнхен)
- Урсула, жена графа Генриха III фон Шаунберга. Получила в приданое Шёнек, Нойенхаус и Уттентайм в Пустертале.

Вторая жена — Утехильда фон Метш, дочь Ульриха IV, фогта фон Метш. От неё дети:
- Генрих VI (1376—1454), граф Горицы
- Иоганн Мейнхард VII (1377/79 — 1430), граф Горицы и Кирхберга, пфальцграф Каринтии.

В завещании, составленном незадолго до смерти, Мейнхард назначил опекунами своих малолетних сыновей гуркского епископа Иоганна и графа Фридриха фон Ортенбурга.
Его вдова Утехильда фон Метш между 20 сентября 1386 и 6 января 1387 вышла замуж за Иоганна II Магдебургского, графа Ретца и Хардегга.